# Ghiacciaio Stubb
Il ghiacciaio Stubb (in inglese Stubb Glacier) è un ghiacciaio lungo 20 km situato sulla costa di Oscar II, nella parte orientale della Terra di Graham, in Antartide. Il ghiacciaio, il cui punto più alto si trova 529 m s.l.m., fluisce verso est a partire dalle montagne di Aristotele fino ad entrare nell'insenatura SCAR, tra il monte Queequeg e punta Tashtego.

## Storia
Il ghiacciaio Stubb è stato mappato dal British Antarctic Survey, che all'epoca si chiamava ancora Falkland Islands and Dependencies Survey, grazie a fotografie aeree scattate durante varie spedizioni della stessa agenzia svolte tra il 1947 e il 1955 ed è stato poi così battezzato dal Comitato britannico per i toponimi antartici in onore di Stubb, il secondo ufficiale del Pequod nel romanzo Moby Dick o La balena, di Herman Melville.